# Třída Sir John Franklin
Třída Sir John Franklin je třída výzkumných lodí kanadské pobřežní stráže. Slouží pro výzkum rybolovu. Jejich domácí kategorizace je Offshore Fisheries Science Vessel (OFSV). Objednány byly tři jednotky této třídy. Prototyp je ve službě od roku 2019.

## Stavba

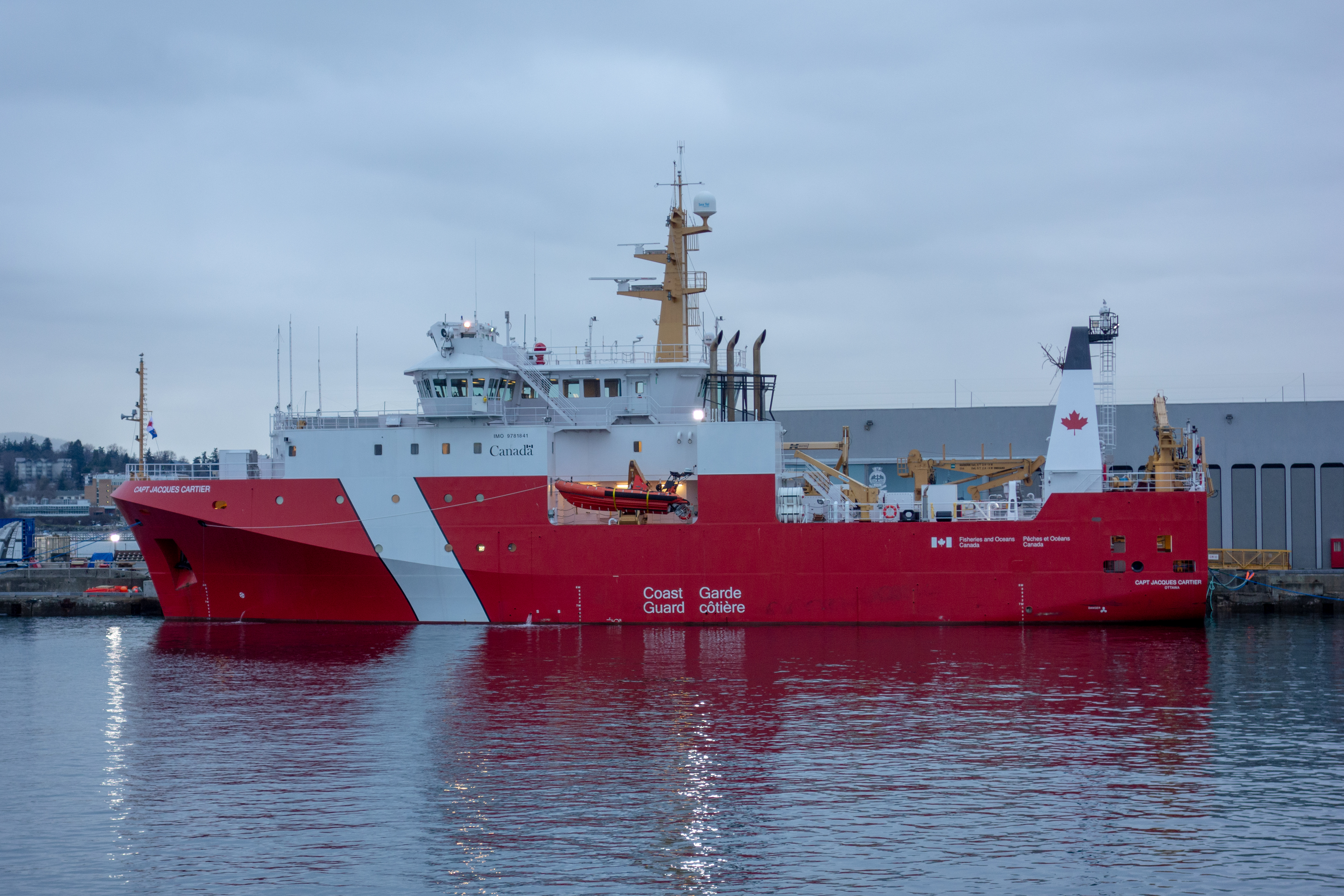
CCGS Capt. Jacques Cartier

Trojice výzkumných lodí této třídy byla objenána v rámci kanadského modernizačního programu Canadian National Shipbuilding Strategy (NSS). Kontrakt na stavbu trojice lodí měl hodnotu 514 milionů dolarů (687 milionů dolarů po připočtení údržby a náhradních dílů). Ve službě nahradí výzkumné lodě CCGS Teleost, CCGS W. E. Ricker a CCGS Alfred Needler. Pro stavbu nebojových plavidel objednaných v rámci programu NSS byla roku 2011 vybrána loděnice Seaspan z North Vancouveru. Plavidla jsou sestavována ze 37 stavebních bloků. Prototypová jednotka Sir John Franklin byla postavena v letech 2015–2019. Během stavby se vyskytly problémy s nekvalitními svary na trupu plavidla.
Jednotky třídy Sir John Franklin:
| Jméno                      | Zahájení stavby | Spuštěna         | Vstup do služby   | Status  |
| -------------------------- | --------------- | ---------------- | ----------------- | ------- |
| CCGS Sir John Franklin     | červen 2015     | 8. prosince 2017 | 27. června 2019   | aktivní |
| CCGS Capt. Jacques Cartier | 2016            | 5. června 2019   | 29. srpna 2022    | aktivní |
| CCGS John Cabot            | 2017            | 3. července 2020 | 13. července 2022 | aktivní |

## Konstrukce
Na palubě plavidla bude několik vědeckých laboratoří. Nejvyšší rychlost dosahuje 13 uzlů.